# Кабінет, спальня і ванна
«Кабіне́т, спа́льня і ва́нна» (англ. Parlor, Bedroom and Bath) — американська кінокомедія Едварда Седжвіка 1931 року з Бастером Кітоном в головній ролі.
Це ремейк однойменного фільму 1920 року, знятого за п’єсою Чарльза Вільяма Белла та Марка Свона, який показали на Бродвеї у Нью-Йорку напередодні Різдва 1917 року та дали 232 вистави.

## Сюжет
Молодша сестра не може одружитися, поки не знайдеться наречений для старшої, вимогливої і примхливої дівчини. Шанувальник молодшої сестри знаходить недотепу і вмовляє його зіграти роль серцеїда.

## У ролях
- Бастер Кітон — Реджинальд Ірвінг
- Шарлотта Грінвуд — Поллі Гетевей
- Реджинальд Денні — Джефрі Гейвуд
- Кліфф Едвардс — Белл Гоп
- Дороті Крісті — Анджеліка Ембрі
- Джоан Пірс — Ніта Леслі
- Селлі Ейлерс — Вірджинія Ембрі
- Наталі Мургед — Лейла Срофтон
- Едвард Брофі — детектив
- Волтер Мерілл — Фредерік Леслі